# Hugh Bonneville

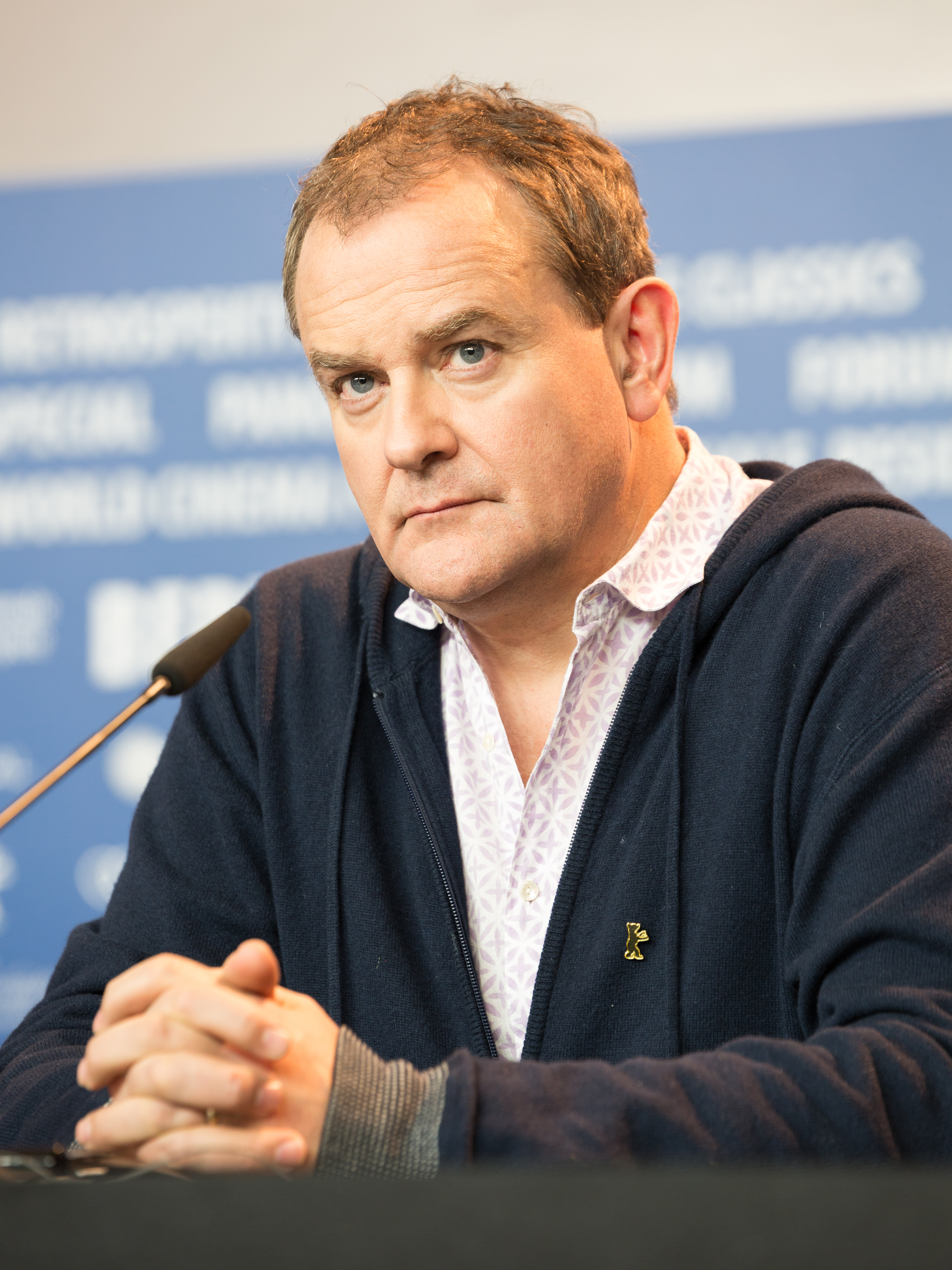
Hugh Bonneville (2017)

Hugh Bonneville (* 10. November 1963 in London; gebürtig Hugh Richard Bonneville Williams) ist ein britischer Schauspieler.

## Leben und Leistungen
Bonneville wurde als Sohn eines Chirurgen und einer Krankenschwester, die zeitweise für den MI6 arbeitete, geboren.     Er nahm Schauspielunterricht an der Londoner Webber Douglas Academy of Dramatic Art und arbeitete einige Jahre für die Royal Shakespeare Company. Als dort sein Vertrag nicht verlängert wurde, debütierte er in einer Folge der britischen Fernsehserie Chancer aus dem Jahr 1990. In der Fernsehkomödie Stalag Luft (1993) spielte er an der Seite von Stephen Fry eine der größeren Rollen. In der Komödie Notting Hill (1999) mit Julia Roberts und Hugh Grant spielte er den erfolglosen Börsenmakler Bernie.
In der Filmbiografie Iris (2001) spielte Bonneville den Ehemann von Iris Murdoch (Kate Winslet). Diese Rolle brachte ihm 2002 eine Nominierung für den BAFTA Award. Im gleichen Jahr erhielt er den New Talent Award der Internationalen Filmfestspiele Berlin und wurde für den Europäischen Filmpreis nominiert.
Im Thriller Stellas Versuchung (2005) spielte Bonneville neben Natasha Richardson eine der Hauptrollen. In der Komödie Scenes of a Sexual Nature (2006) war er neben Ewan McGregor zu sehen. Im Katastrophenfilm Tsunami – Die Killerwelle (2006) spielte er den britischen Botschafter, der den Opfern des Tsunami hilft. Im Drama Ein Song zum Verlieben (2006) trat er neben Stanley Tucci und Rhys Ifans in einer größeren Rolle auf. 
2009 spielte Bonneville im Jugendfilm Die Kamine von Green Knowe (Original From Time to Time) die Kostümrolle des Captain Oldknow. Regisseur und Produzent war Julian Fellows.
Von 2010 bis 2015 verkörperte er in der Fernsehserie Downton Abbey den Earl von Grantham. Bonneville wurde für diese Rolle für den Golden Globe Award als bester Hauptdarsteller nominiert.  2012 erhielt Bonneville eine der 16 Emmy-Nominierungen für die Serie als bester Hauptdarsteller in einer Dramaserie. Die gleiche Rolle übernahm Bonneville auch in den Kinofilmen Downton Abbey (2019) und Downton Abbey II: Eine neue Ära (2022).
Bonneville ist seit 1998 verheiratet und hat ein Kind.

## Filmografie (Auswahl)
- 1993: Stalag Luft
- 1994: Fair Game (Fernsehfilm)
- 1994: Mary Shelley’s Frankenstein
- 1994: Sherlock Holmes (Fernsehserie, Folge Der Detektiv auf dem Sterbebett The Dying Detective)
- 1996: Married for Life (Fernsehserie, 7 Folgen)
- 1997: Der Morgen stirbt nie (Tomorrow Never Dies)
- 1999: Notting Hill
- 1999: Mansfield Park
- 2001: Über kurz oder lang (Blow Dry)
- 2001: Iris
- 2002: Vor aller Augen (Sous mes yeux)
- 2002: Churchill – The Gathering Storm (The Gathering Storm, Fernsehfilm)
- 2002: Doktor Schiwago (Doctor Zhivago)
- 2002: Inspector Barnaby (Midsomer Murders) Fernsehserie, Staffel 5, Folge 3: Glockenschlag zum Mord (Ring Out Your Dead)
- 2002: Daniel Deronda (Fernsehserie), basierend auf dem gleichnamigen Roman von George Eliot
- 2004: Piccadilly Jim
- 2004: Stage Beauty
- 2005: Stellas Versuchung (Asylum)
- 2005: The Robinsons (Fernsehserie)
- 2005: Teen Cop (Underclassman)
- 2006: Dating Alex (Courting Alex, Fernsehserie, 12 Folgen)
- 2006: Scenes of a Sexual Nature
- 2006: Tsunami – Die Killerwelle (Tsunami: The Aftermath)
- 2006: Ein Song zum Verlieben (Four Last Songs)
- 2008: Miss Austen Regrets
- 2008: Lost in Austen (Fernsehserie)
- 2009: Knife Edge – Das zweite Gesicht (Knife Edge)
- 2009: From Time to Time
- 2010: Mord im Orient-Express (Agatha Christie’s Poirot; Fernsehserie, Folge Murder on the Orient Express)
- 2010: Agatha Christie’s Marple (Fernsehserie, Folge The Mirror Crack’d from Side to Side)
- 2010: Ben Hur (Ben Hur)
- 2010: Burke & Hare
- 2010: Shanghai
- 2010: Third Star
- 2010–2015: Downton Abbey (Fernsehserie, 52 Folgen)
- 2011: Doctor Who (Fernsehserie, 3 Folgen)
- 2011–2012: Twenty Twelve (Fernsehserie, 13 Folgen)
- 2013: Da Vinci’s Demons (Fernsehserie, Folge Der Gehängte)
- 2014: Monuments Men – Ungewöhnliche Helden (The Monuments Men)
- 2014: Paddington
- 2017: Der Stern von Indien (Viceroy’s House)
- 2017: Solange ich atme (Breathe)
- 2017: Paddington 2
- 2019: Downton Abbey
- 2020: Jingle Jangle Journey: Abenteuerliche Weihnachten! (Jingle Jangle: A Christmas Journey)
- 2021: To Olivia
- 2022: Downton Abbey II: Eine neue Ära (Downton Abbey: A New Era)
- 2022: I Came By
- seit 2023: Das Gold (Fernsehserie)
- 2024: Die frei erfundenen Abenteuer von Dick Turpin
- 2024: Paddington in Peru